# Boston Marathon 1939
De Boston Marathon 1939 werd gelopen op woensdag 19 april 1939. Het was de 43e editie van de Boston Marathon. Aan deze wedstrijd mochten geen vrouwen deelnemen. De Amerikaan Ellison Brown kwam als eerste over de streep in 2:28.51,8.
Het parcours is te kort gebleken. Het had namelijk niet de lengte van 42,195 km, maar 41,1 km.

## Uitslag
| rang   | naam           | land | tijd      |
| ------ | -------------- | ---- | --------- |
| Goud   | Ellison Brown  | USA  | 2:28.51,8 |
| Zilver | Don Heinicke   | USA  | 2:31.24,6 |
| Brons  | Walter Young   | CAN  | 2:32.41,2 |
| 4      | Pat Dengis     | USA  | 2:33.22,6 |
| 5      | Leslie Pawson  | USA  | 2:33.57,6 |
| 6      | Paul Donato    | USA  | 2:34.25,2 |
| 7      | Walter Hornby  | CAN  | 2:37.11   |
| 8      | Gérard Côté    | CAN  | 2:37.43   |
| 9      | Fred Bristow   | CAN  | 2:38.44   |
| 10     | Andre Brunelle | USA  | 2:39.09   |

1897 ·
1898 ·
1899 ·
1900 ·
1901 ·
1902 ·
1903 ·
1904 ·
1905 ·
1906 ·
1907 ·
1908 ·
1909 ·
1910 ·
1911 ·
1912 ·
1913 ·
1914 ·
1915 ·
1916 ·
1917 ·
1918 ·
1919 ·
1920 ·
1921 ·
1922 ·
1923 ·
1924 ·
1925 ·
1926 ·
1927 ·
1928 ·
1929 ·
1930 ·
1931 ·
1932 ·
1933 ·
1934 ·
1935 ·
1936 ·
1937 ·
1938 ·
1939 ·
1940 ·
1941 ·
1942 ·
1943 ·
1944 ·
1945 ·
1946 ·
1947 ·
1948 ·
1949 ·
1950 ·
1951 ·
1952 ·
1953 ·
1954 ·
1955 ·
1956 ·
1957 ·
1958 ·
1959 ·
1960 ·
1961 ·
1962 ·
1963 ·
1964 ·
1965 ·
1966 ·
1967 ·
1968 ·
1969 ·
1970 ·
1971 ·
1972 ·
1973 ·
1974 ·
1975 ·
1976 ·
1977 ·
1978 ·
1979 ·
1980 ·
1981 ·
1982 ·
1983 ·
1984 ·
1985 ·
1986 ·
1987 ·
1988 ·
1989 ·
1990 ·
1991 ·
1992 ·
1993 ·
1994 ·
1995 ·
1996 ·
1997 ·
1998 ·
1999 ·
2000 ·
2001 ·
2002 ·
2003 ·
2004 ·
2005 ·
2006 ·
2007 ·
2008 ·
2009 ·
2010 ·
2011 ·
2012 ·
2013 ·
2014 ·
2015 ·
2016 ·
2017 ·
2018 ·
2019 ·
2020 ·
2021 ·
2022